# Charles Sauvanet
Pour les articles homonymes, voir Sauvanet.
Charles Sauvanet, né le 27 novembre 1851 à Huriel (Allier) et mort le 28 juin 1939 à Huriel, est un homme politique français.

## Biographie
Négociant en grains, il est conseiller municipal d'Huriel en 1888, maire en 1892 et conseiller d'arrondissement. Il est député de l'Allier de 1893 à 1902, inscrit au groupe des socialistes indépendants. Il adhère au Parti ouvrier français après son élection à la députation, puis, après 1905 au Parti socialiste unifié.

## Sources
- « Charles Sauvanet », dans le Dictionnaire des parlementaires français (1889-1940), sous la direction de Jean Jolly, PUF, 1960 [détail de l’édition]